# Vaderland
Pour les articles homonymes, voir Southland.
Le Vaderland est un paquebot transatlantique mis en service en 1900 pour le compte de l'International Navigation Company, regroupant l'American Line et la Red Star Line. Sister-ship du Zeeland, également très similaire au Kroonland et au Finland. Lors de sa mise en service, il est tout d'abord utilisé durant un an par l'American Line. Il prend ensuite le pavillon belge et est exploité par la Red Star durant les treize années qui suivent, entre Anvers et New York.
Au début de la Première Guerre mondiale, la Belgique étant occupée, le Vaderland est transféré à la White Star Line, qui l'utilise sur son service à destination du Canada. Au printemps 1915, son nom à consonance germanique est changé en Southland, et le navire est utilisé comme transport de troupes à destination des Dardanelles. Dans ces fonctions, il échappe de peu à un torpillage. Reprenant ensuite un service civil dès 1916, il est chargé, lors de l'entrée en guerre des États-Unis, de ramener en Europe des troupes américaines. Durant une de ces traversées, le 4 juin 1917, il est torpillé par le sous-marin allemand U-70 et coule en faisant quatre victimes.

## Histoire

### Carrière pour l'American Line et la Red Star Line
En 1900, l'International Navigation Co., société regroupant la Red Star Line et l'American Line, fait construire par les chantiers John Brown & Company deux paquebots destinés à la première des deux compagnies. Ces deux navires sont le Vaderland et le Zeeland. Le Vaderland est lancé le 12 juillet 1900, et terminé le 29 novembre suivant. À cette époque, cependant, l'American Line a un besoin urgent d'un paquebot pour remplacer son Paris, à la suite d'un accident, pour le temps des réparations. C'est ainsi que le Vaderland effectue sa traversée inaugurale sous contrat d'affrètement avec cette compagnie, entre Southampton et New York. Au retour, cependant, son terminus se déplace à Anvers, marquant les débuts de son service pour la Red Star. Jusqu'à la fin de 1901, les deux compagnies l'utilisent conjointement.
Le navire est ensuite pleinement attribué à sa compagnie, et est immatriculé à Anvers en 1903, pourtant à partir de ce moment le pavillon belge et non plus britannique. Il connaît sur la ligne Anvers—New York une carrière sans histoires, alternant les escales à Southampton et Douvres. En août 1914, cependant, la Première Guerre mondiale éclate et la Belgique est envahie. Par mesure de précaution, le Vaderland est stationné à New York.

### Service de guerre pour la White Star

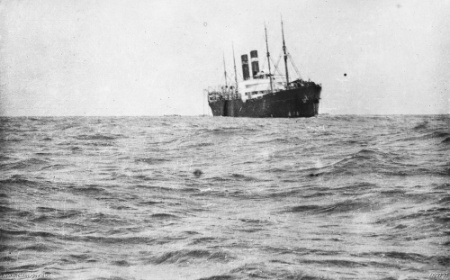
Le Southland après son premier torpillage, en 1915.

Depuis 1902, la Red Star Line est intégrée à l'International Mercantile Marine Co., qui regroupe de nombreuses compagnies maritimes de l'Atlantique Nord. Dans ces circonstances, le Vaderland ne reste pas inactif longtemps, et est aussitôt transféré à une compagnie sœur, la White Star Line. Il effectue sa première traversée pour cette nouvelle compagnie le 3 septembre 1914, entre New York et Southampton. Le Zeeland connaît le même sort, de même qu'un plus gros paquebot de la compagnie, le Lapland. Dès le mois de décembre, le Vaderland est déplacé sur la ligne du Canada, que la White Star Line exploite conjointement avec la Dominion Line. Il effectue alors des traversées entre Liverpool et Halifax ainsi que vers Portland.
Au printemps 1915, le navire est renommé Southland afin d'éviter la consonance trop germanique de son nom (le Zeeland devenant le Northland), et il est réquisitionné comme transport de troupes. Il est alors chargé de transporter des troupes fraîches pour la bataille des Dardanelles. Il navigue durant cette période entre Alexandrie et Mudros, où les troupes sont ensuite envoyées sur le front. En une occasion, le 15 septembre 1915, il est torpillé en mer Égée alors qu'il transporte à son bord 1 200 soldats australiens, mais peut être conduit jusqu'à Mudros et réparé.
À partir d'août 1916, le Southland retrouve le service canadien de la White Star, et l'exploite sans incident jusqu'à l'entrée en guerre des États-Unis en avril 1917. À partir de ce moment, tout en restant en service civil, il est chargé de ramener des troupes américaines lors de ses voyages de retour. Cette mission est de courte durée : le 4 juin suivant, il est torpillé par le sous-marin allemand U-70 et coule en emportant avec lui quatre membres d'équipage, à 140 miles au nord-ouest de l'Irlande.

## Caractéristiques
Le Vaderland est un paquebot de 11 899 tonneaux de jauge brute, tonnage moyen au début du XXe siècle, et mesure 170 mètres sur 18. C'est un paquebot pourvu de quatre mâts et de deux cheminées. Celles-ci arborent les couleurs de la Red Star Line (noir traversé d'une bande blanche). Le paquebot est propulsé par deux hélices alimentées par des machines à quadruple expansion, qui lui permettent d'atteindre 15 nœuds, vitesse moyenne à l'époque sur l'Atlantique Nord. Le navire est conçu pour transporter 342 passagers de première classe, 194 de deuxième, et 626 de troisième.